# دوراسودندان
دوراسودندان (نام علمی: Diictodon) نام یک سرده از راسته ددکاوان است.